# Max Friediger
Max Moses Samuel Friediger (9. april 1884 i Budapest – 9. april 1947 i København) var en dansk overrabiner og forfatter.
Friediger, var dr. phil. og uddannet på Hildesheimer-seminariet i Berlin. Han havde embeder i Pohořelice i Mähren og i Bohumín/Oderberg i Schlesien, før han 1920 blev valgt til overrabbiner ved Det mosaiske Troessamfund i København. Sammen med andre danske jøder blev han i 1943 interneret af besættelsesmagten i Horserødlejren og senere deporteret til Theresienstadt med skib og kreaturvogn. Friediger førte ministerialbog over de ca. 480 danske jøder i lejren og udgav i 1946 en beretning om livet i Theresienstadt. I april 1945 blev han sammen med mange andre reddet af de svenske Røde Kors-transporter med De hvide busser.

## Eksterne kilder og henvisninger
- Max Friediger på gravsted.dk